# Нечипоренко, Анатолий Ильич
Анатолий Нечипоренко (1 сентября 1941, пгт. Брусилов — 11 апреля 2014, Киев) — участник и защитник Евромайдана. Герой Украины (2014, посмертно).

## Биография
Проживал в Киеве. Родился 1 сентября 1941 года в пгт Брусилов Житомирской области. Окончил 7 классов Брусиловской средней школы № 1 и в 14 лет работал разнорабочим на кирпичном заводе. В 18 лет окончил курсы водителей и был призван в ряды Советской Армии. После окончания службы в армии начал работать в автобусном парке № 1, водителем рейсового автобуса. Позже перешел в таксомоторный парк № 1 г. Киева — водителем такси. С 1988 года и до пенсии работал в «Киевзовништрансе» на международных перевозках. После выхода на пенсию работал в охране гаражного кооператива «Пролисок».
На Майдане был травмирован 18 февраля. Имел закрытую черепно-мозговую травму и вдавленный перелом костей черепа. Всё это время был в коме, но перед смертью вышел из комы.
Прощание с погибшим прошло в Михайловском соборе.

## Память

### Награды
- Звание Герой Украины с вручением ордена «Золотая Звезда» (21 ноября 2014, посмертно) — за гражданское мужество, патриотизм, героическое отстаивание конституционных принципов демократии, прав и свобод человека, самоотверженное служение Украинскому народу, обнаруженные во время Революции достоинства[2]
- Медаль «За жертвенность и любовь к Украине» (УПЦ КП, июнь 2015) (посмертно)[3]